# چاه‌دول
چاه‌دول، روستایی است از توابع بخش شبانکاره در شهرستان دشتستان استان بوشهر ایران.

## جمعیت
این روستا در دهستان شبانکاره قرار دارد و بر اساس سرشماری رسمی در سال ۱۳۹۵ آمار جمعیت آن ۵۰۸ نفر می‌باشد بر همین اساس در سال ۱۳۸۵ جمعیت آن ۴۰۴نفر (۷۶خانوار) بوده‌است.